# Лефевр, Эжен
Эже́н Лефе́вр (фр. Eugène Lefebvre; 4 октября 1878, Корби, Сомма — 7 сентября 1909, Жювизи-сюр-Орж, Эсон) — французский инженер и пионер авиации, первый погибший в авиационной катастрофе лётчик.

## Биография
Эжен Лефевр родился 4 октября 1878 в коммуне Корби, департамент Сомма в семье квалифицированного механика. Его отец Эрнест Лефевр провёл несколько лет в Российской империи, работая на строительстве железных дорог. Бабушка Эжена по материнской линии также работала в России, она была портнихой и обслуживала императорскую семью. Во время своего пребывания в Москве мать Эжена смогла получить неплохое образование, которое передала сыну. По возвращении во Францию Эрнест Лефевр устроился на работу в очень знаменитую в то время компанию Bauder-Donon, где занимался монтажом металлических конструкций. С юности Эжен, как и его отец, увлекался спортом вообще и техническими видами в частности — автомобильным и велосипедным. 
В 1898 году Эжен Лефевр окончил Северную техническую школу в Лилле (ныне Центральная школа Лилля), получив диплом инженера. В течение нескольких лет после этого он монтировал холодильные установки на рыболовецких судах в Медеа во Французском Алжире, затем работал в Метрополии (в Шамбери и в Париже), а также в Берлине. Провёл три года в Санкт-Петербурге, занимаясь монтажом электрического оборудования на судах Российского императорского флота.
После возвращения на родину летом 1909 года получил работу механика в недавно созданной компании Ariel, занимавшейся продажей самолётов компании братьев Райт во Франции. Директор компании Мишель Клемансо (сын политика Жоржа Клемансо, сам в последствии занимавший заметные политические должности) оценил техническую компетентность Лефевра. Уже через несколько недель он направил Эжена в Гаагу, Нидерланды, где компания проводила показательные полёты. Как раз в этот момент пилот компании Шарль де Ламбер был вынужден вернуться во Францию из-за внезапной болезни своей матери. Г-н Де Хондт — нидерландский партнёр Ariel — пригрозил последней большими штрафами из-за нарушения контракта, поэтому Клемансо уговорил Лефевра заменить де Ламбера в качестве пилота. Несмотря на отсутствие у Лефевра какого бы то ни было опыта в пилотировании, 4 июля 1909 года ему удалось осуществить демонстрационный полёт, став таким образом вторым в истории лётчиком, совершавшим полёт в небе Нидерландов. В конце августа того же года Лефевр в качестве пилота биплана уже принимал участие в Большой неделе авиации в Шампани, причём считался одним из фаворитов в воздушных гонках, а также был первым в истории пилотом, исполнившим несколько фигур высшего пилотажа. 7 сентября 1909 года, чуть более чем через два месяца после своего первого полёта, Эжен Лефевр испытывал аэроплан Wright на аэродроме Порт-Авьасьон вблизи Жювизи-сюр-Орж, департамент Эсон. Во время полёта самолёт разбился и лётчик погиб, став первым в истории пилотом, погибшим в авиационной катастрофе. Эжен Лефевр был похоронен на кладбище своей родной коммуны Корби.